# Basílica del Voto Nacional
La Basílica del Voto Nacional, también conocida como la Basílica de la Consagración de Jesús o Basílica de San Juan (por el sector en el que está ubicada) o simplemente La Basílica, es un edificio religioso de estilo neogótico del centro histórico de Quito. Por sus dimensiones y estilo estuvo considerado como el templo neogótico más grande de América, además de ser el templo religioso más alto de Hispanoamérica hasta el 2017, cuando fue alcanzado por la Catedral basílica de Nuestra Señora del Rosario de Manizales. Se ubica en el sector conocido como Santa Prisca, en las calles Carchi y Venezuela, junto al convento de los padres Oblatos.

## Historia de la basílica

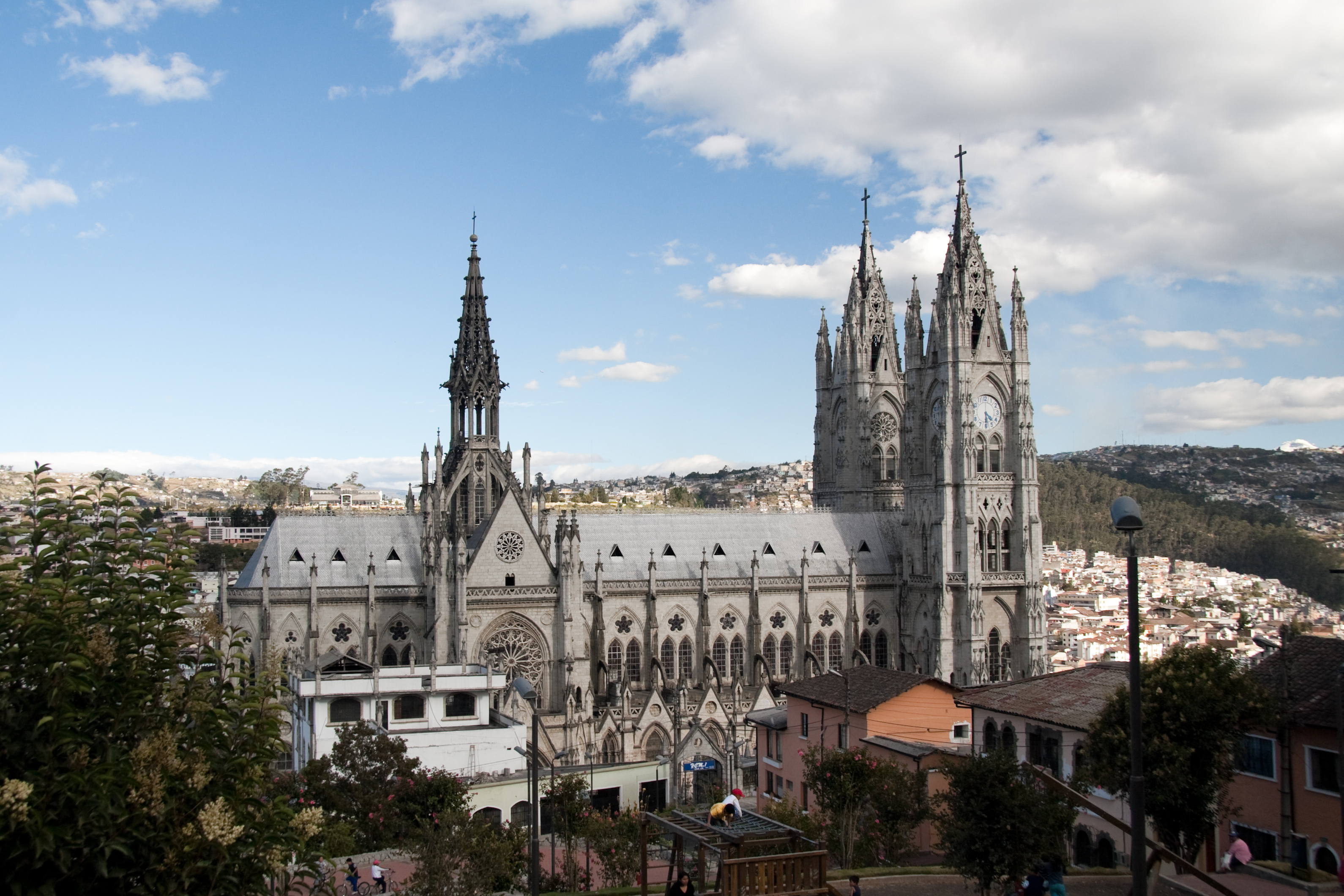
Vista occidental.

La Basílica del Voto Nacional surgió de la idea de construir un monumento como perpetuo recuerdo de la consagración de la República del Ecuador al Sagrado Corazón de Jesús, planteada por el padre Julio Matovelle, diputado de la República en 1883.
El proyecto fue contratado en Francia por el arquitecto francés Emilio Tarlier, que ya había tenido experiencia en construcciones similares en España, Francia e Inglaterra, quien inspirado en la catedral parisina de Notre Dame, hizo los planos entre 1890 y 1896. El presidente Luis Cordero Crespo expide el decreto para iniciar los trabajos el 23 de julio de 1883; aunque en la práctica se ejecutó durante la presidencia de José María Plácido Caamaño, quien ratificó el decreto el 5 de marzo de 1884.
La construcción de la obra fue planeada originalmente en el sector de El Belén, al norte del parque La Alameda, para lo que en 1884 la Convención designó comprar unos terrenos ubicados en esta zona, pero luego de los estudios preliminares se determina que no son lo suficientemente sólidos para construir un edificio de la envergadura deseada y que se deberían realizar gastos sumamente altos. Se decide entonces cambiar la ubicación de la construcción; es sugerida la quinta de la familia Hurtado, ubicada a los pies de la loma de San Juan, cuyos suelos eran lo bastante firmes para soportar el peso de una edificación basílica.
Para la financiación de la obra, el Congreso Nacional, y de acuerdo a la ley de presupuesto de ese año, designó la cantidad de 12.000 pesos del Erario Nacional (presupuesto anual); pagaderos a 1000 pesos por mes desde el año 1884. Por decreto del 3 de julio de 1885, el IV Concilio Provincial Quiteño convirtió la construcción de la Basílica en compromiso religioso a nombre del país. Con aprobación del papa León XIII, se comenzó la construcción del monumental edificio en 1887; y durante cinco años estaría a cargo de los Padres del Corazón de Jesús, aunque estos poco hicieron para lograr dicho objetivo.
Durante algunos años, y para proseguir con la construcción, se aceptaron donaciones de creyentes quienes proporcionaron dinero, mano de obra o materiales de construcción a cambio de grabar sus nombres en las piedras. En 1895, el Estado implantó un impuesto por las compras de la sal para continuar con la edificación.
En 1901 el padre Matovelle con su Comunidad de Misioneros Oblatos se hizo cargo de la construcción por pedido del arzobispo Pedro Rafael González Calisto. El 10 de julio de 1892 se puso la primera piedra. Desde 1892 a 1909 se construyó la Capilla del Corazón de María.
Aunque aún faltan detalles decorativos, se puede decir que la edificación, tal como se conoce hoy, fue terminada en el año 1924, cuando comenzaron a oficiarse las misas en la nave central y a repicar las campanas de las torres. Ciertas creencias populares cuentan que el día en el que se terminase de construir la basílica se acabará el mundo o, en su caso, el Ecuador desaparecería como un Estado libre y soberano.
La Basílica fue bendecida por el papa Juan Pablo II el 30 de enero de 1985, aunque fue consagrada e inaugurada oficialmente el 12 de julio de 1988.

## Arquitectura

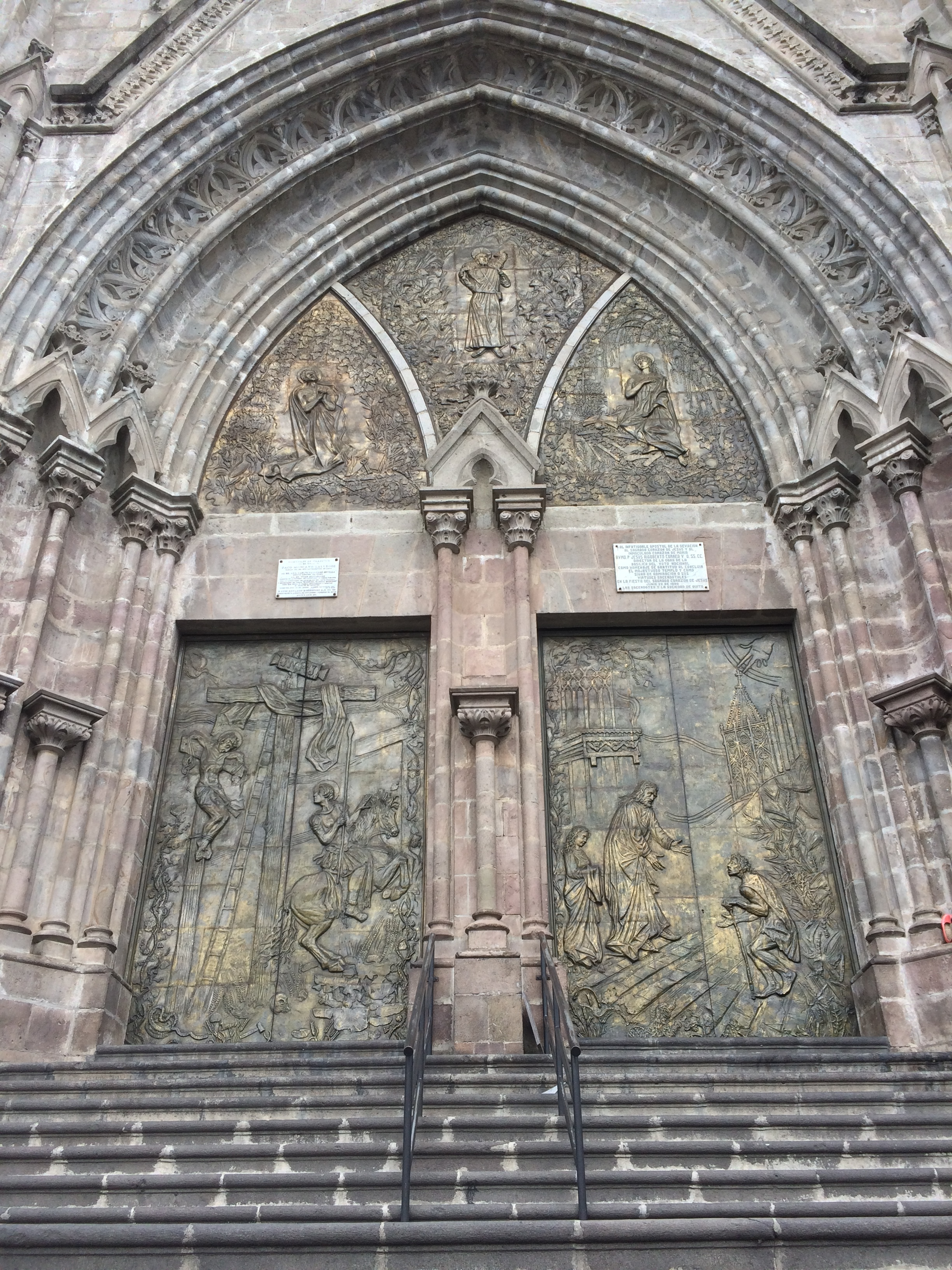
Pórtico este.

La Basílica del Voto Nacional es la obra más importante de la arquitectura neogótica ecuatoriana y una de las más representativas del continente americano, siendo a su vez la más grande en tierras del Nuevo Mundo. Por su estructura y estilo, es comparada con dos de las grandes catedrales de todo el mundo: la Catedral de San Patricio (Nueva York) y la Catedral de Notre Dame (París).
La nave central tiene 140 metros de largo por 35 metros de ancho y 30 metros de altura; además de 74 metros de alto en el crucero. Las dos torres frontales tienen 115 metros de altura cada una.
Existen siete puertas de acceso, tres en la fachada y cuatro laterales. Una sólida cripta pública subterránea, con una peculiar capilla de iguales características. También cuenta con un elegante y austero panteón donde descansan los restos de varios jefes de Estado.

### Planta

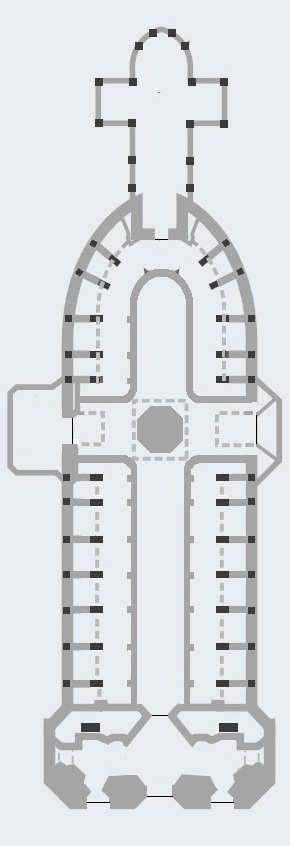
Planta arquitectónica de la Basílica del Voto Nacional.

La planta típica del gótico es de grandes extensiones con una nave central y dos laterales, además de una sección que la atraviesa formando una cruz. Siguiendo este concepto, la Basílica del Voto Nacional presenta la planta de cruz latina. La extensión total del complejo, incluida la Capilla del Inmaculado Corazón de María, es de 150 metros.
La basílica está conformada por una nave central, dos naves menores y 24 capillas laterales dedicadas a las provincias del país. El edificio consta de dos secciones principales, una nave principal dedicada al Sagrado Corazón de Jesús, consagración realizada el 25 de marzo de 1874 bajo el gobierno del presidente Gabriel García Moreno, y una más pequeña ubicada inmediatamente posterior a la primera, igualmente con una planta de cruz latina y dedicada al Sagrado Corazón de María, consagración realizada el 8 de abril de 1892 bajo el gobierno de Luis Cordero Crespo.
El transepto, espacio que atraviesa a la nave principal y que forma la cruz, alberga el altar de mármol que originalmente estaba planificado para ubicarse en la cabecera de la nave central. Sin embargo, tras una reforma del padre Matovelle, se dispuso su transferencia al eje de la iglesia, entre la nave central y el crucero, sobre una pequeña gradería circular.
En el crucero se han logrado dos efectos especiales, pues se colocaron unos vestíbulos que tienen como función bloquear el ruido de la calle y las corrientes de aire; mientras que en la parte superior de estos se han incorporado dos coros, el occidental dedicado al Presidente de la República y el oriental al cuerpo diplomático, lo que permitirá una mejor organización de los múltiples actos que se realizan en este templo.

### Fachada

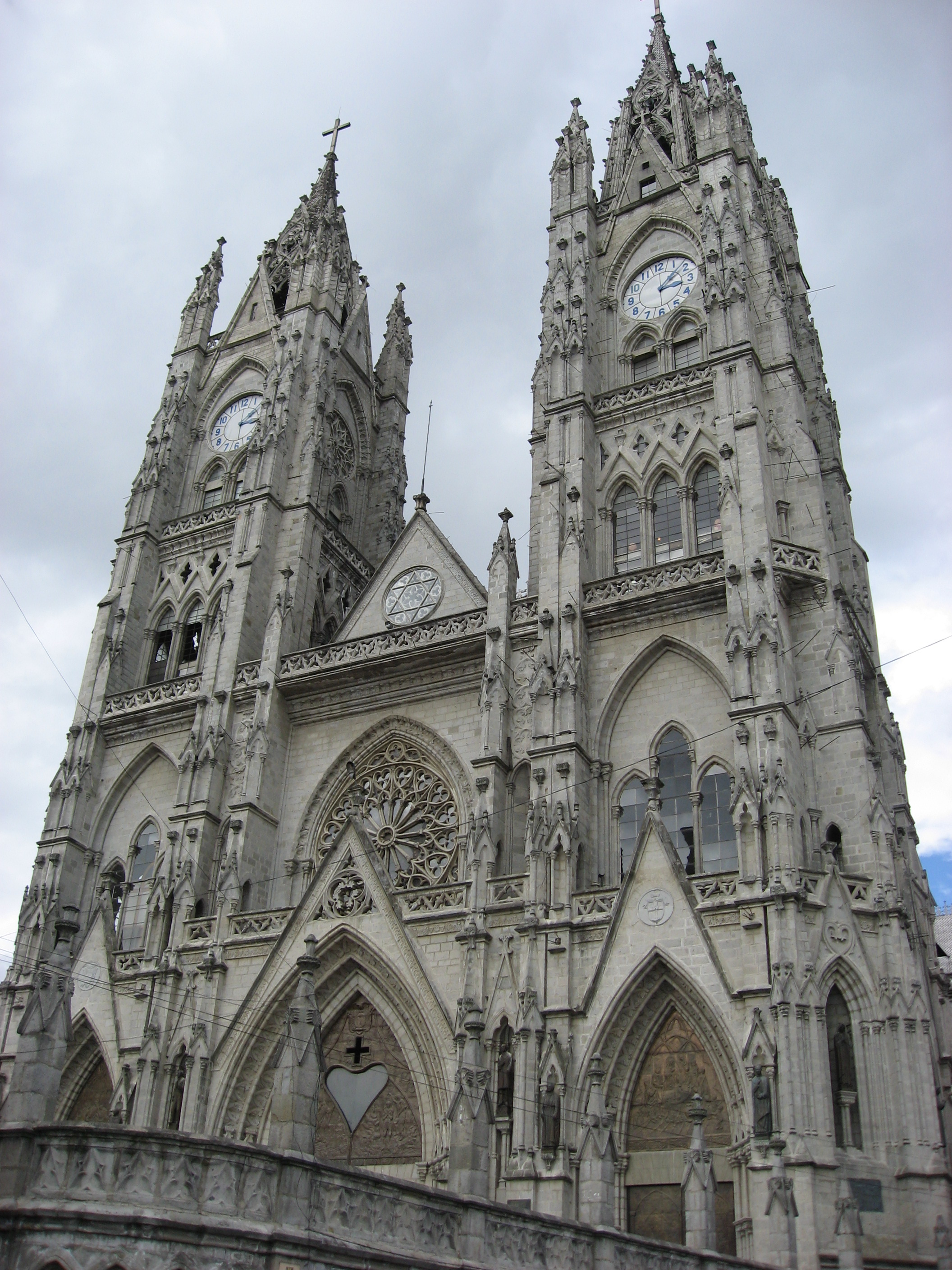
Fachada principal de la Basílica.

En la fachada principal, hacia la calle Carchi, se puede apreciar una escultura de la Virgen María y otra del papa Juan Pablo II. Además de las puertas decoradas, el rosetón interrelacionado con el altar y El Panecillo, y los pináculos que se encuentran también en toda la estructura exterior.
La mayor parte de las esculturas que adornan los nichos de las fachadas aún no han sido colocadas, y tras estudiar detenidamente los planos originales, se calcula que terminar las 230 efigies tendrían un valor superior a dos millones de dólares. En los planos originales se utilizan figuras de santos y personajes importantes de la vida política, social, militar y religiosa del país, realzando así la historia ecuatoriana. Estas imágenes abarcan personajes desde la época de la conquista española, tomando en consideración a indígenas, artistas, religiosos, poetas, científicos y políticos; indicativo de una lucha común por el ideal de la patria unida.

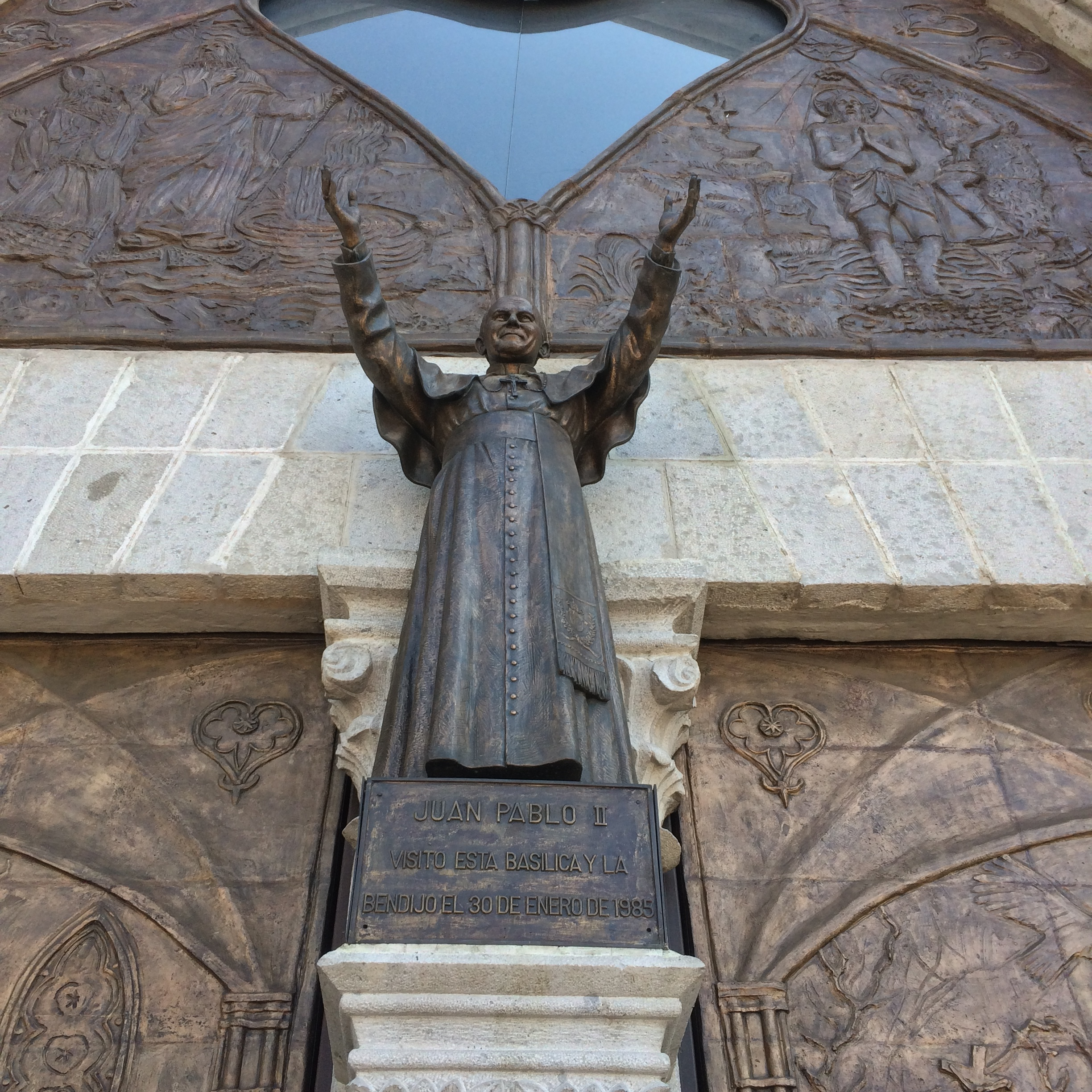
Estatua de Juan Pablo II, en el pórtico sur.

En las fachadas occidental y oriental existen 24 círculos, la mayor parte vacíos al momento, que sirven para colocar escudos de todas las naciones americanas, siendo la de Colombia la más reciente (a 2015) gracias a una donación del Gobierno de ese país. Así mismo, está designado un lugar en el cual se izarán las banderas de los distintos países, esto con un motivo panamericanista y de unión que tiene actualmente el mundo.
Rigiéndose al estilo gótico, la fachada principal del Voto Nacional está constituida por torres altas, que en los planos originales debía alcanzar los 105 metros de altura, pero luego de algunos estudios técnicos, relativos a previsiones de fenómenos telúricos principalmente, se acordó bajar la altura solamente a 78,23 metros. En la parte media de las torres se encuentra un espacio concebido para albergar un pequeño museo y una cafetería con mirador, a los que se tiene acceso por medio de un ascensor hasta el tercer nivel, y luego por una estrecha escalera.

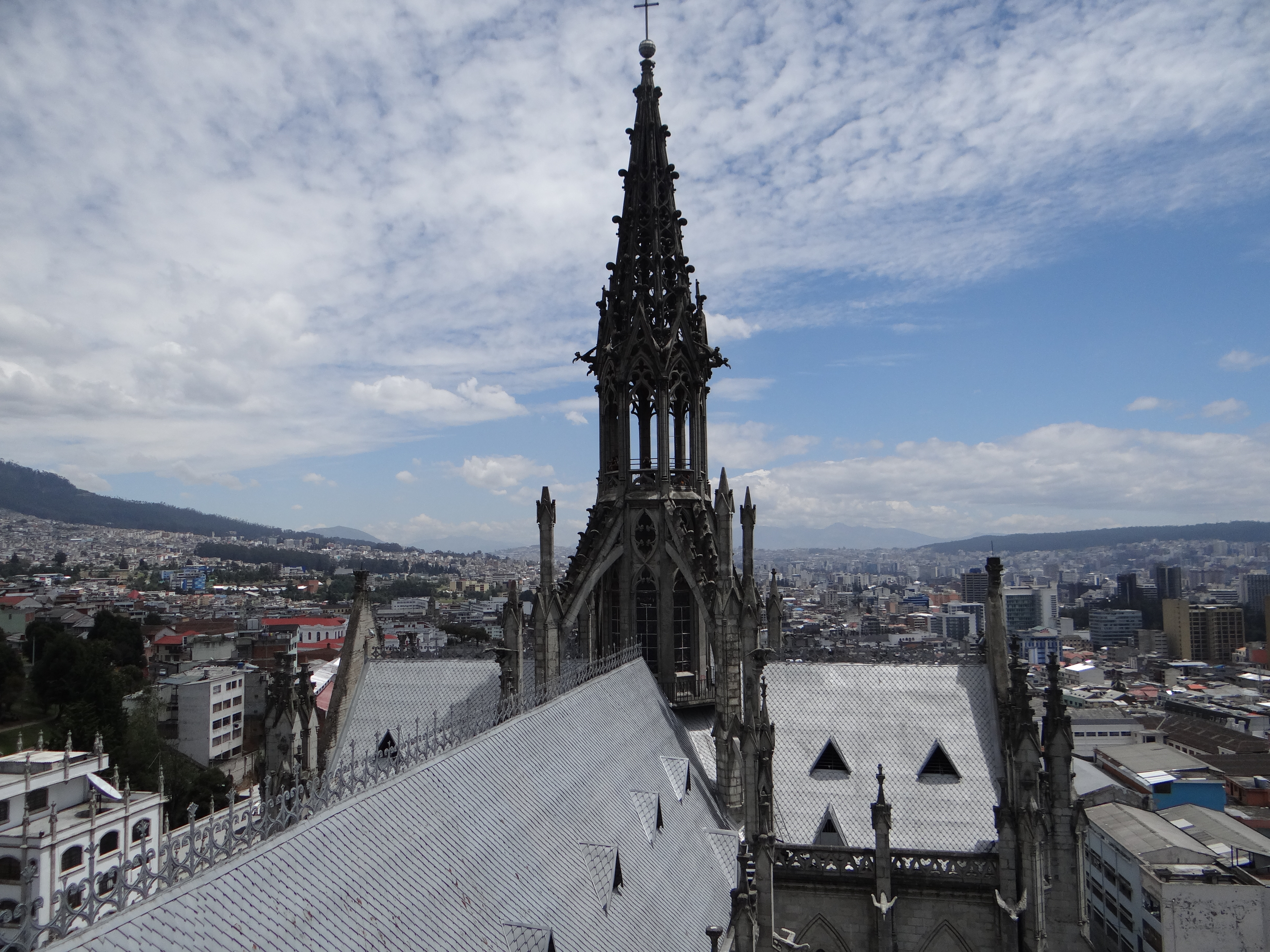
Torre de los cóndores.

La torre más alta, conocida como “Torre de los Cóndores”, que se halla a 83 metros de altura, y en lugar de gárgolas presenta solamente cóndores, ya que ellos necesitan al menos esta altura para poder volar. Este detalle es sumamente representativo, ya que el cóndor es el ave nacional de Ecuador y se encuentra coronando su escudo nacional, al igual que corona este templo. En el punto más alto de la torre principal se puede observar la mayor parte de la ciudad y las montañas que la rodean.
La Basílica contiene en sus dos torres principales un juego de campanas de bronce, la más grande pesa 8 quintales, las siguientes 4, 3 y 2 quintales. También presentan un reloj, que consta de seis esferas, tres en cada torre, las que tienen un diámetro de 4,3 m, permitiendo una buena visibilidad desde cualquier parte de la ciudad. El campanario cumple así, su sentido de predominio aún sobre todas las iglesias existentes en la ciudad.
La puerta principal de la Basílica es de madera con forro de latón repujado, que muestran escenas de la vida de Jesús, la Creación que incluye a Adán y Eva y una escena que muestra al pueblo indígena a la llegada de los españoles, quienes imponen una doctrina, aceptando como un hecho real, importante y valedero la toma de una nueva religión, desvalorizando la existente. La mayor parte del resto de puertas del edificio son de madera tallada y mantienen la forma ojival típica del gótico francés. Muchas contienen representaciones del sol y otros astros.

### Gárgolas

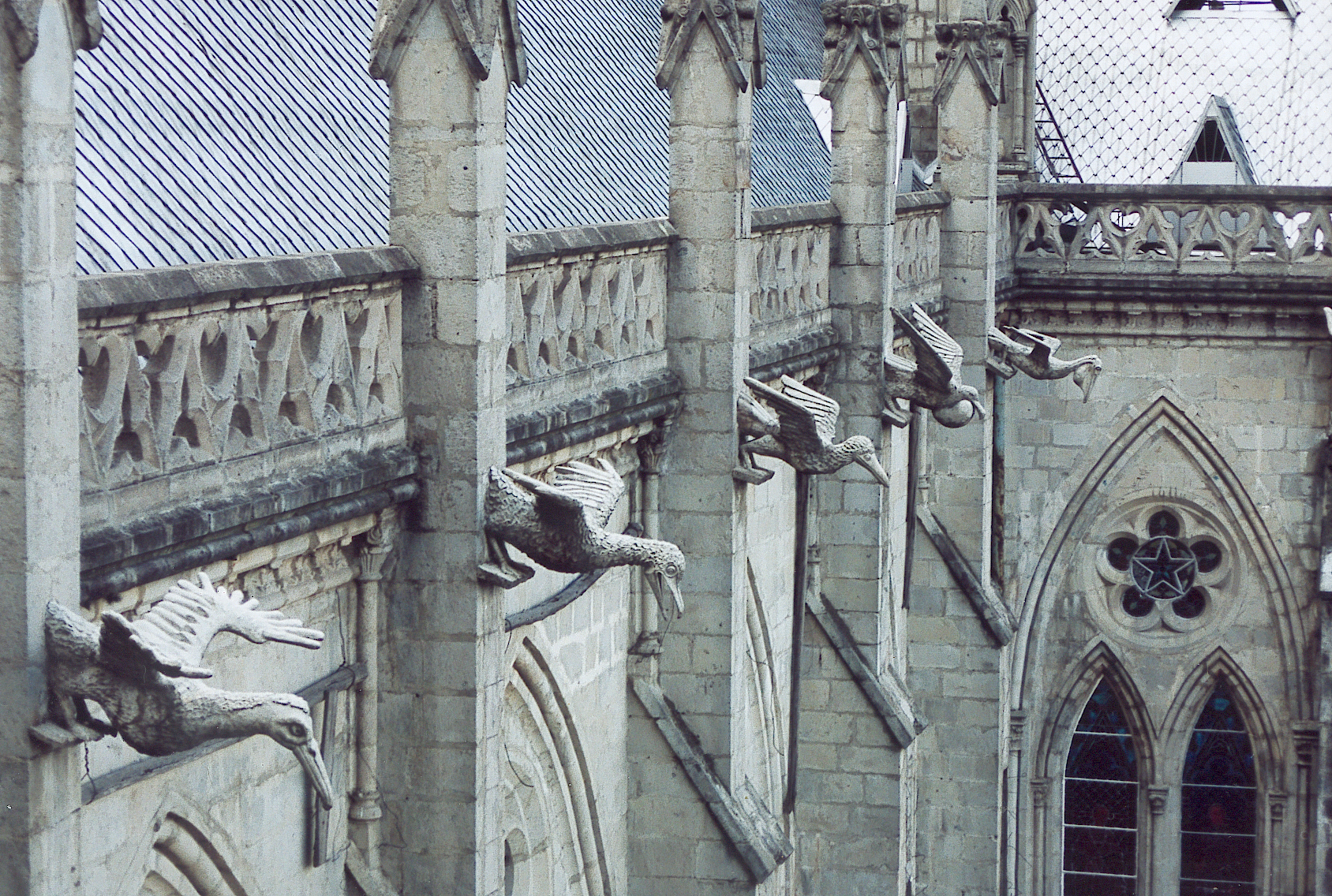
Gárgolas de la Basílica de Quito, con forma de fragatas, piqueros y pelícanos.

La basílica del Voto nacional presenta dos tipos de figuras antropomórfas: gárgolas y acróteras. Por una parte, las gárgolas son uno de los principales distintivos de la Basílica, pero que a su vez mantienen una relación directa con la época en que fueron concebidas. Se encuentran en los laterales superiores de la nave central y constituyen el aporte inédito al estilo neogótico por parte del Ecuador. Esto se debe a que los animales que decoran el templo no son sólo mitológicos (como los de los templos europeos), sino que son una muestra de la fauna endémica y exótica ecuatoriana. Así, se pueden encontrar figuras de caimanes, tortugas de Galápagos, piqueros de patas azules, armadillos, monos aulladores, pumas, entre otros.

Las acróteras, por otro lado, se diferencian de las anteriores porque además de ser decorativas las gárgolas tienen la función de servir como bota-aguas, mientras que las acróteras sirven exclusivamente para decorar. También es importante enunciar que ambas figuras antropomorfas tienen una valoración implícita de ayudar a espantar a los malos espíritus, una creencia que tiene origen en el Medioevo y se puede apreciar en toda construcción gótica.

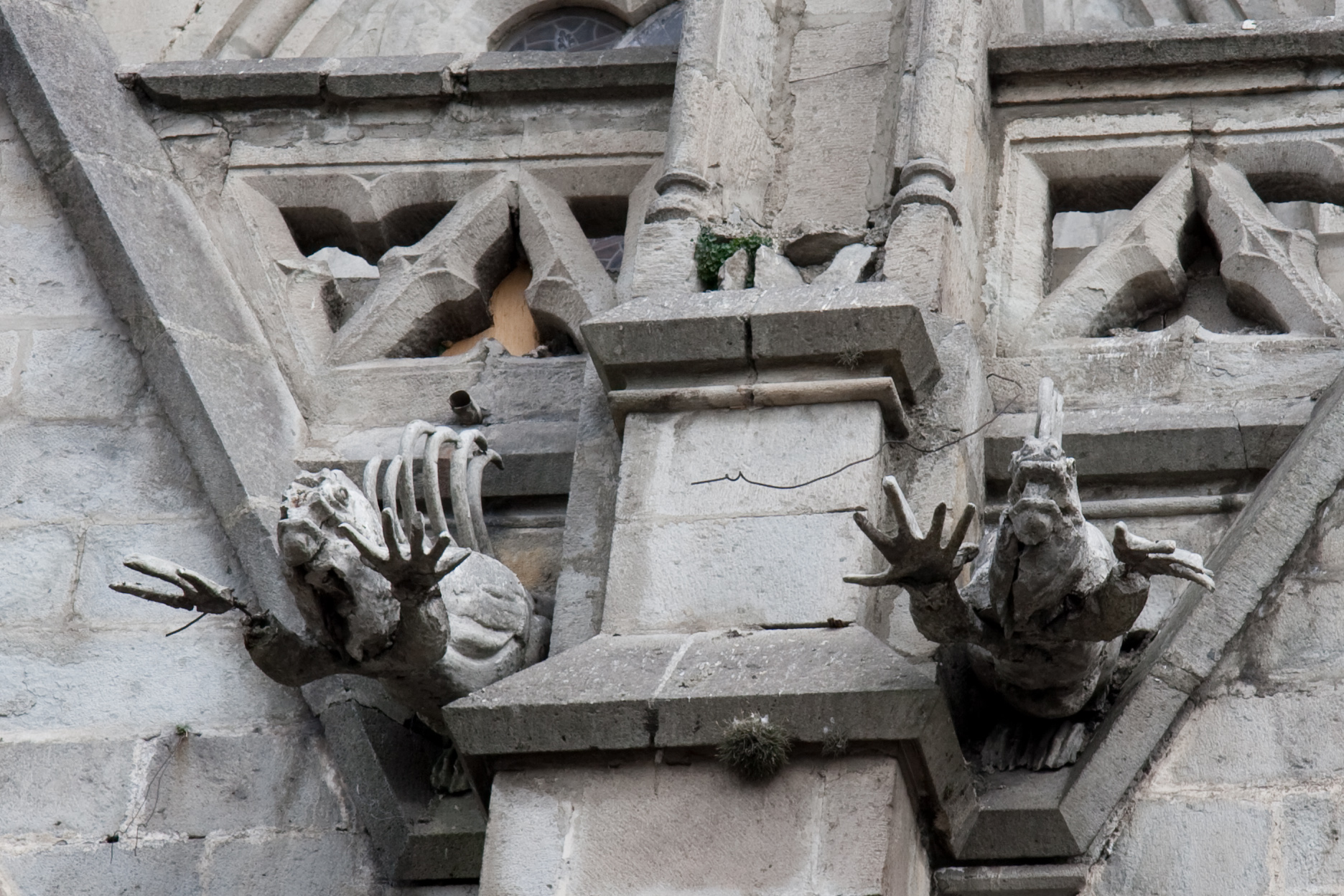
Iguanas.
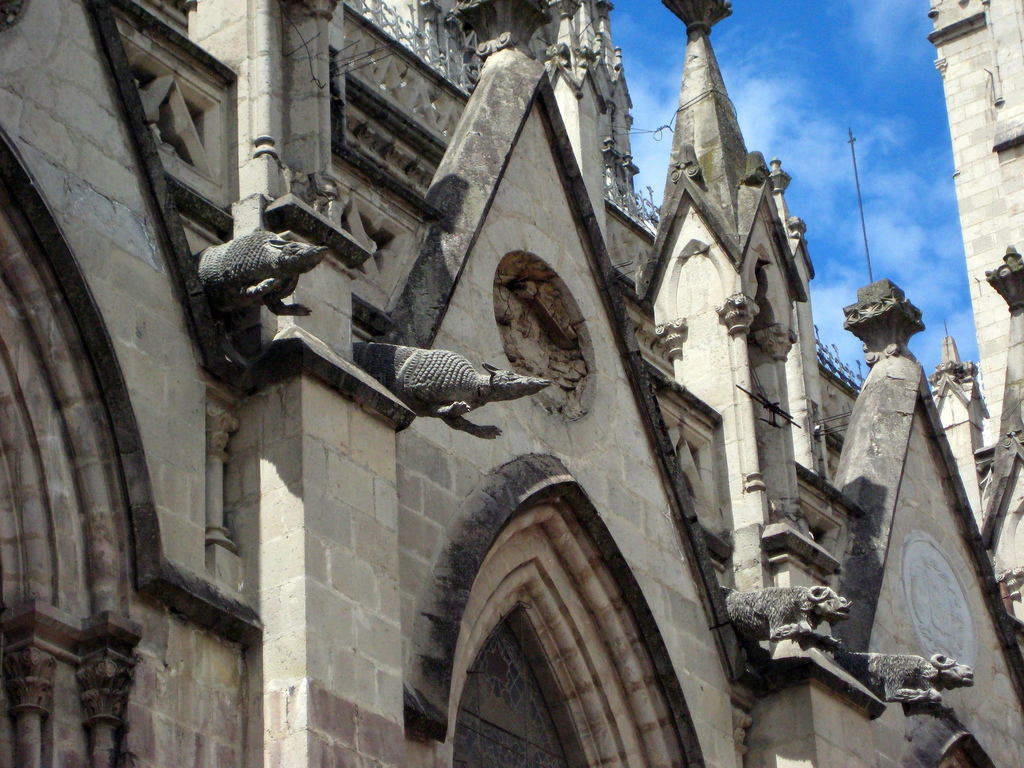
Armadillos (izquierda) y carneros (derecha).
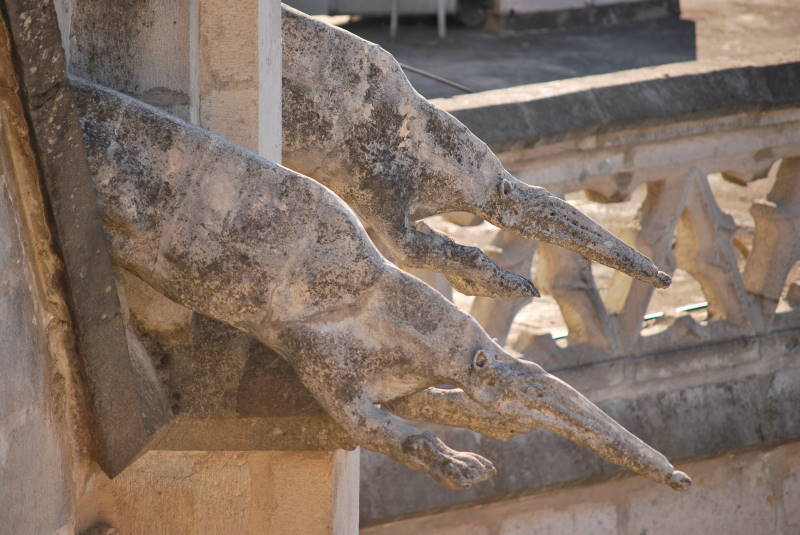
Osos hormigueros.
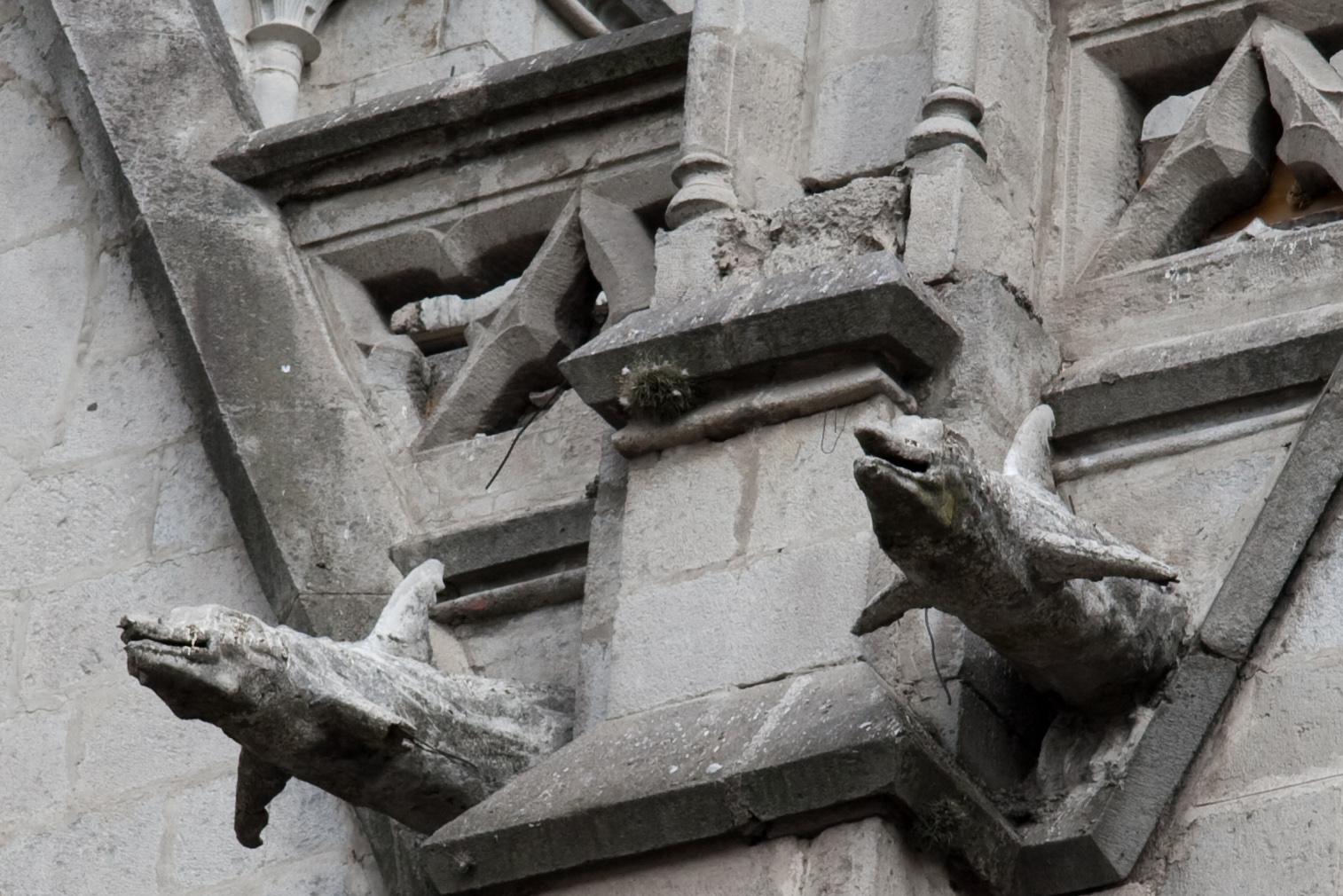
Tiburones.
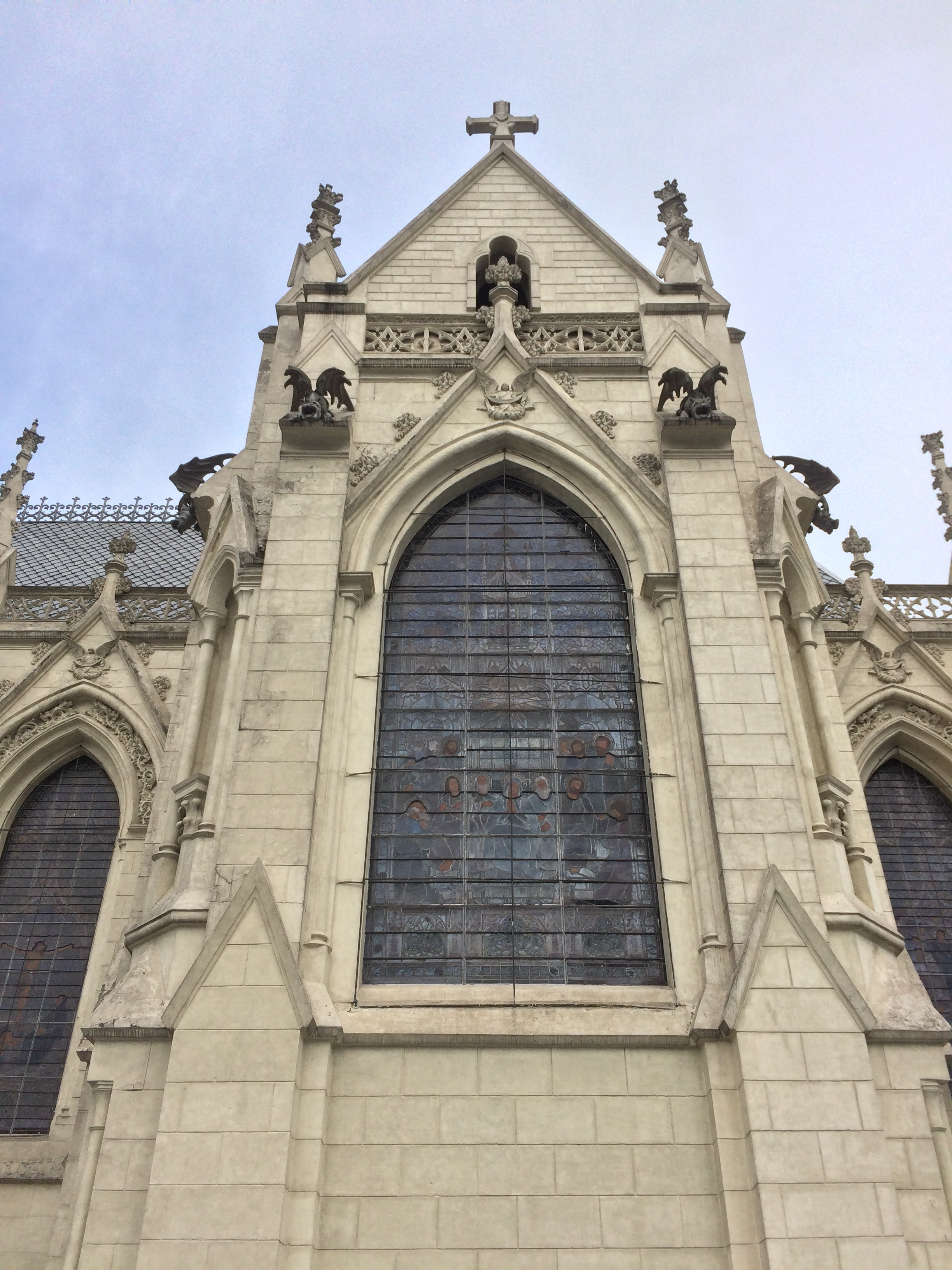
Gárgolas tradicionales.
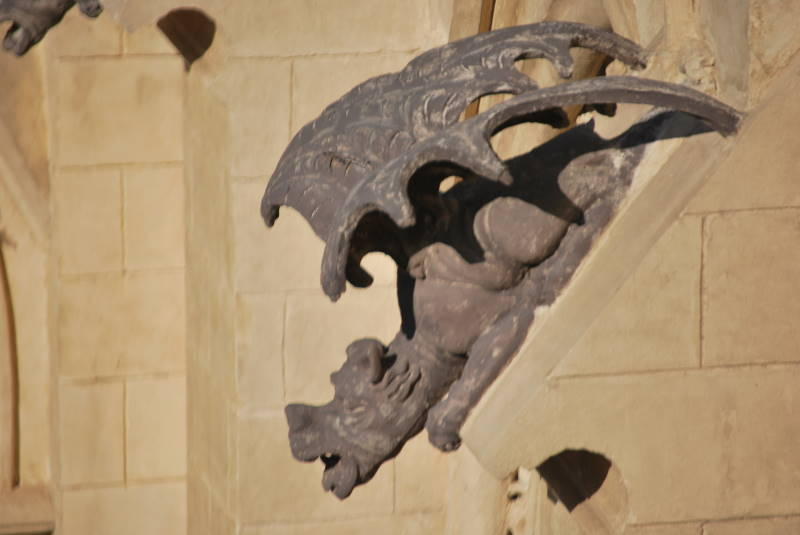
Gárgola tradicional, detalle.

### Interiores

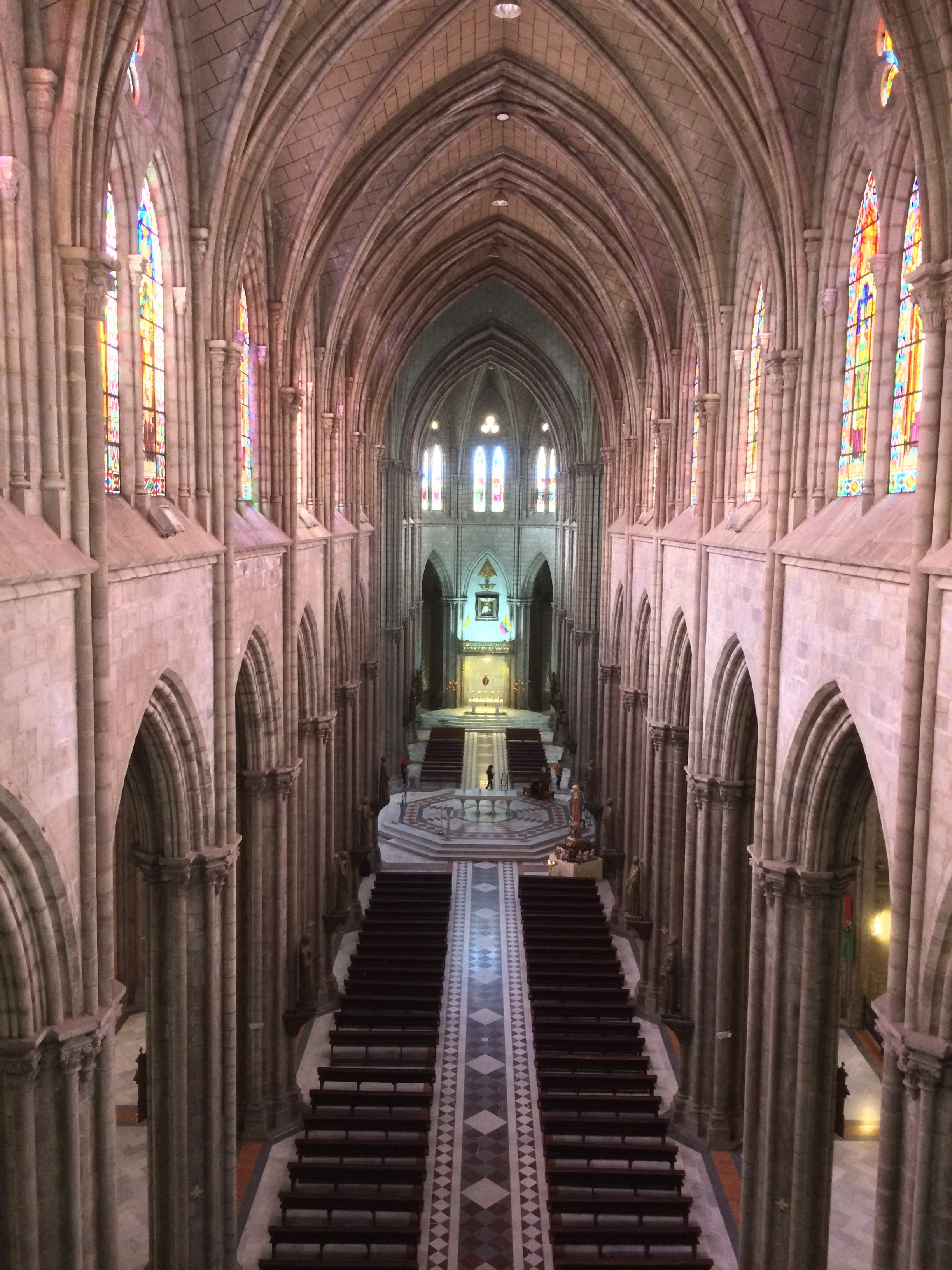
Nave central.

A lo largo de la nave central se encuentran dispuestas 14 imágenes de bronce que representan 11 apóstoles y 3 evangelistas. Las capillas votivas, que se cuentan en número de 24, tienen 15 metros de altura y en ellas irán colocados un altar, la respectiva bandera y el escudo o emblema de cada una de las provincias del Ecuador. Con esto se logra pragmatizar la ideología de unificación del país.
El altar, desde donde se imparte la misa, se encuentra ubicado en el crucero, detalle que rompe con el estilo gótico puro, pero le confiere originalidad y carácter a este ensayo de un neogótico ecuatoriano. Desde el altar, y a través del corazón de Jesús en el rosetón principal, se puede observar la colosal estatua de la Virgen de Quito, ubicada en la loma de El Panecillo. En el centro del rosetón que se encuentra sobre el coro occidental se puede apreciar el Ojo de Horus, uno de los símbolos de la mitología egipcia.

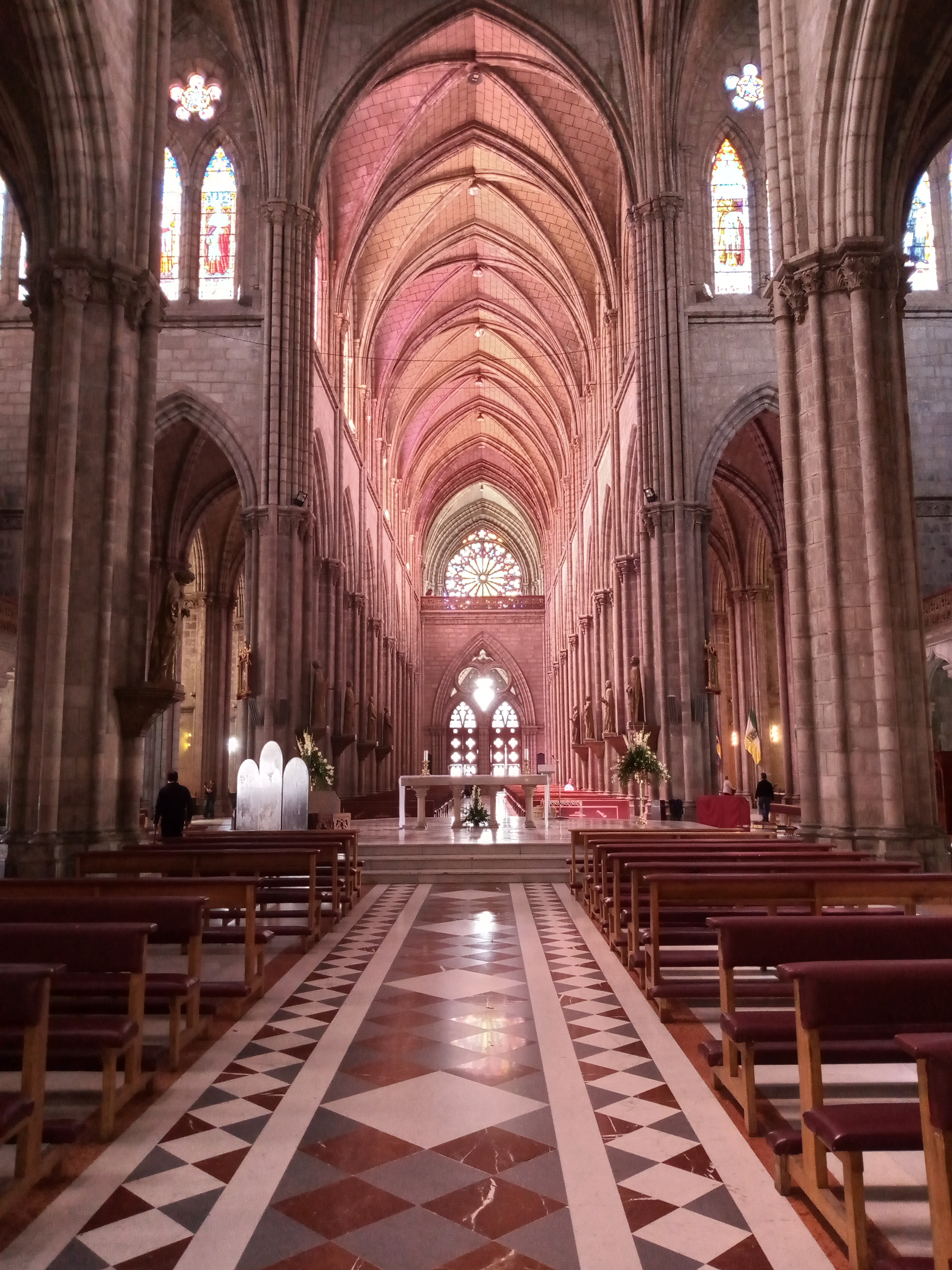
Interior, vista oeste.

Los vitrales de la Basílica tienen la particularidad de que al relatar escenas de la vida de Jesús el fondo muestra exclusivamente representaciones de la flora endémica de Ecuador, constando al pie de cada uno el nombre de la flor utilizada. Además, los ribetes muestran diseños de las fajas que utilizan los indígenas del país.
Otro aporte al estilo arquitectónico propio de la basílica se muestra en los rosetones, cuyos diseños son generalmente figuras geométricas en el gótico tradicional, pero que en el Voto Nacional son representaciones de lirios y orquídeas, flores símbolo de la ciudad de Quito y del Ecuador respectivamente. Existe una abertura intencionada en el rosetón ubicado en el acceso principal, que tiene la forma del corazón de Jesús coronado por una cruz latina.
Existe un muro de 3 metros de alto, conocido como Muro de las donaciones, en el que se talló los nombres de personas que contribuyeron económicamente a la construcción de la iglesia.

## Panteón Nacional de jefes de Estado
Ubicado bajo la Basílica, y con acceso desde el lado occidental, se encuentra el Panteón Nacional de jefes de Estado del Ecuador, aunque no todos se encuentran sepultados en este sitio, sino únicamente cuatro:
- Andrés F. Córdova  (1892-1983)
- Camilo Ponce Enríquez (1912-1976)

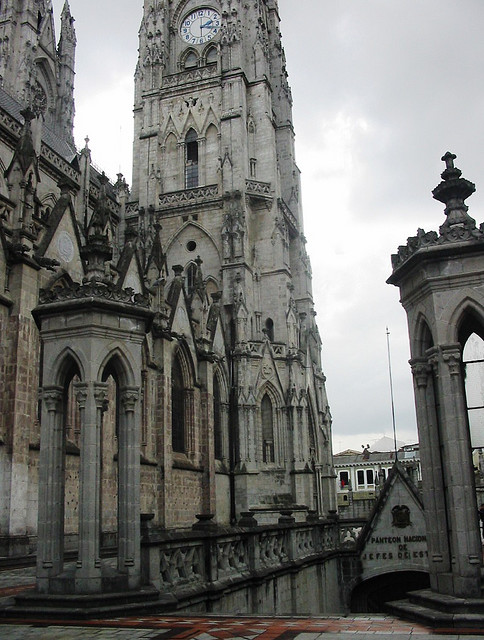
Entrada al Panteón nacional de jefes de Estado.

- Mariano Suárez Veintimilla (1897-1980)
- Antonio Flores Jijón (1833-1915)

La construcción de este panteón obedece a la visita realizada por el padre Matovelle a la Cripta Real del Monasterio de El Escorial, donde descansan los restos de los reyes, reinas e infantes de España, y empezó cinco años después del templo, siendo terminado por el padre Rigoberto Correa.

La cripta está conformada por 50 tumbas de mármol francés para cuerpos y 150 para cenizas, todas con lápidas que ostentan el escudo del Ecuador bañado en oro. Desde 2002 existe un ceremonial que dispone el descanso eterno de los restos mortales de los jefes de Estado en este sitio, salvo expresa voluntad previa del fallecido o sus herederos para enterrarlo en otro lugar.

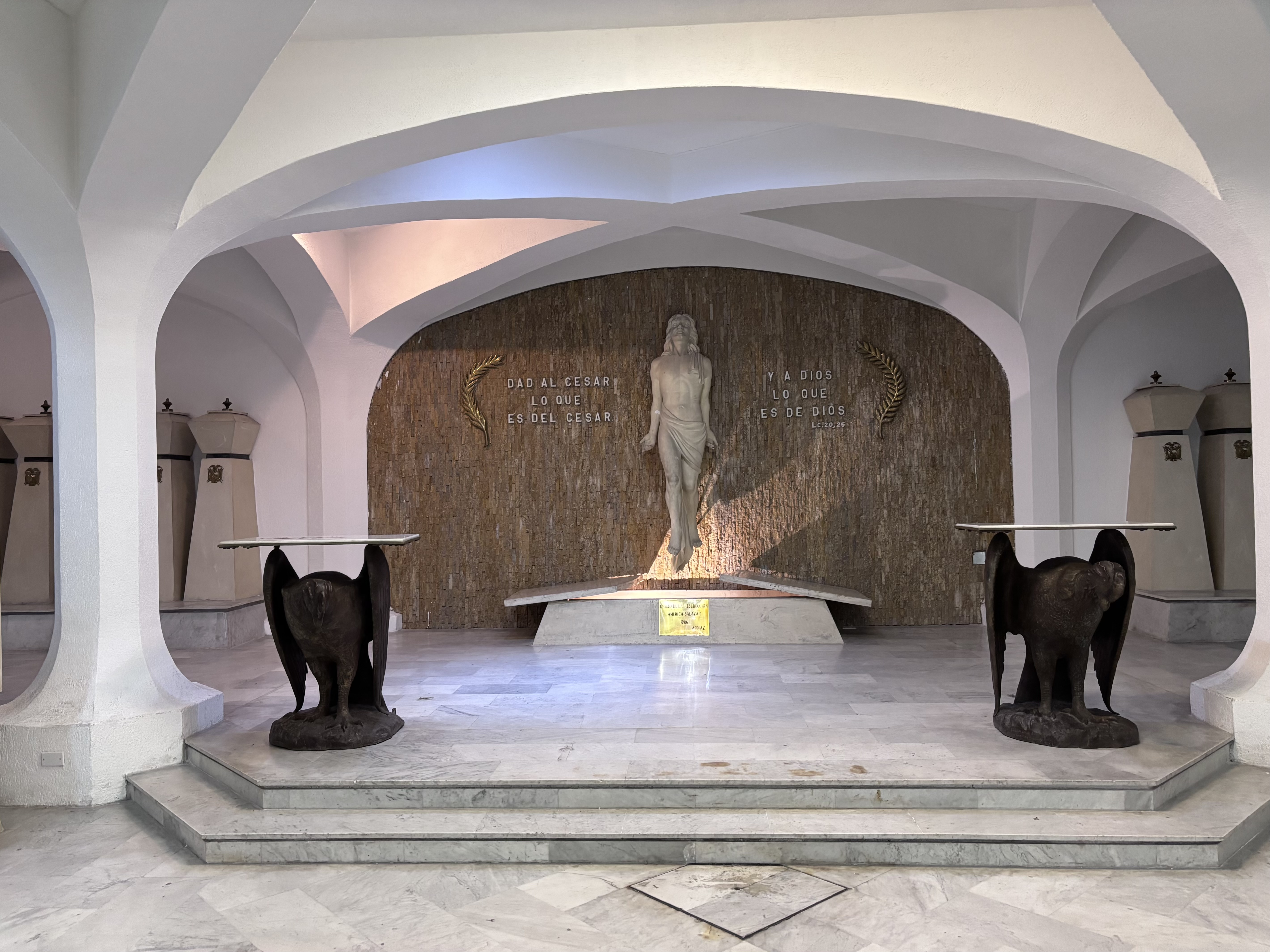
Cristo de la Resurrección de América Salazar.
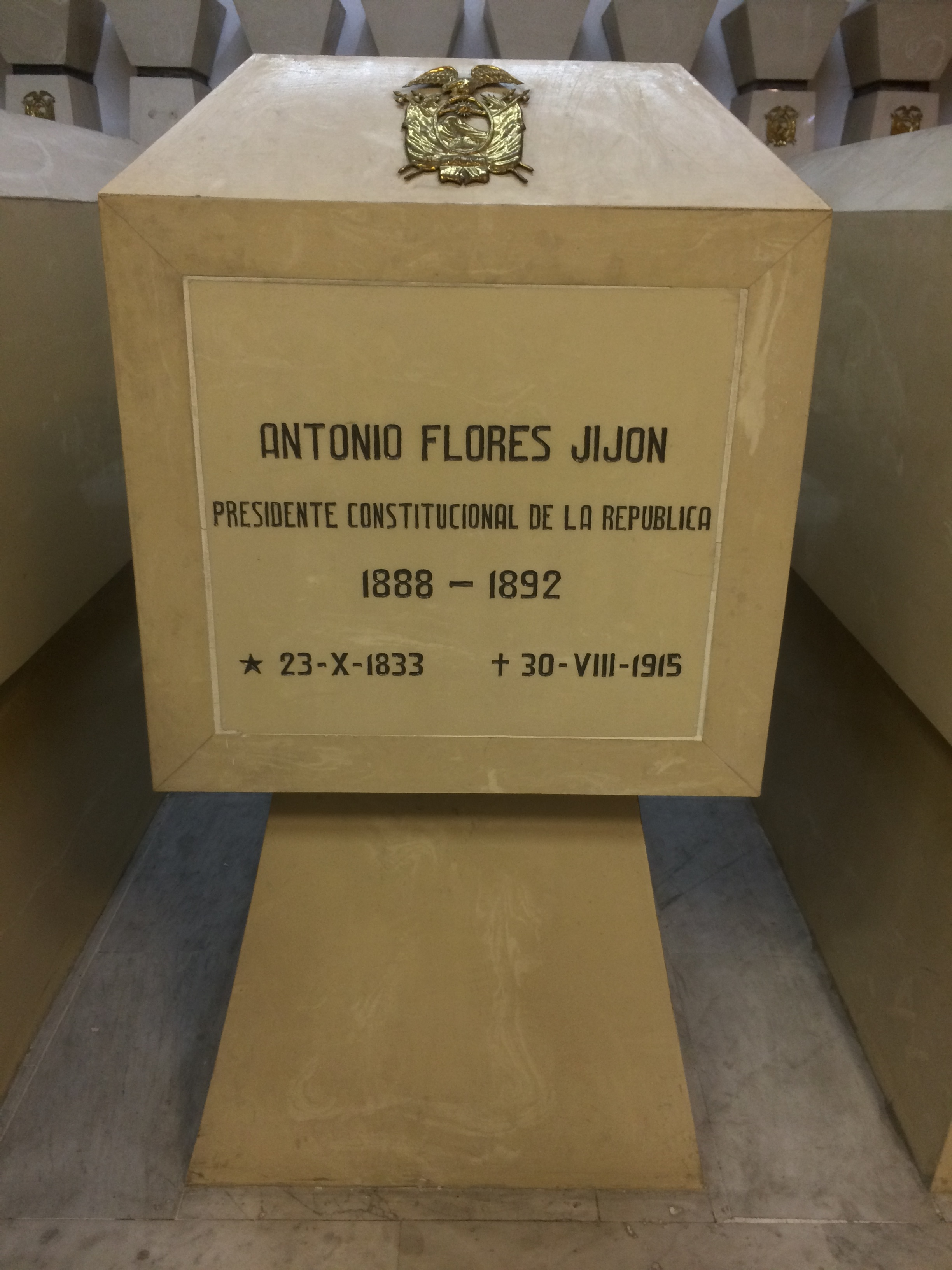
Tumba de Antonio Flores Jijón
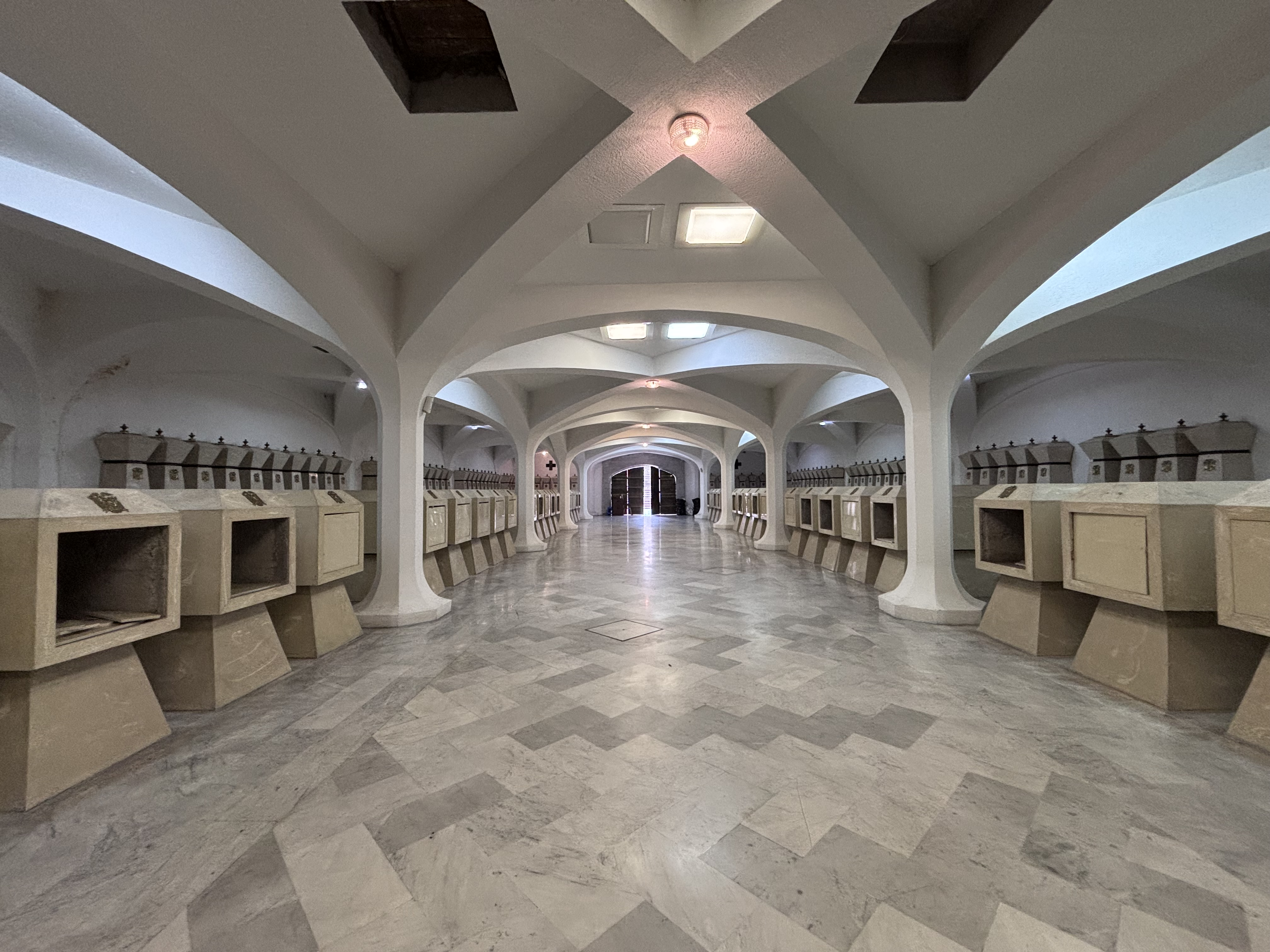
Interior del Panteón Nacional.
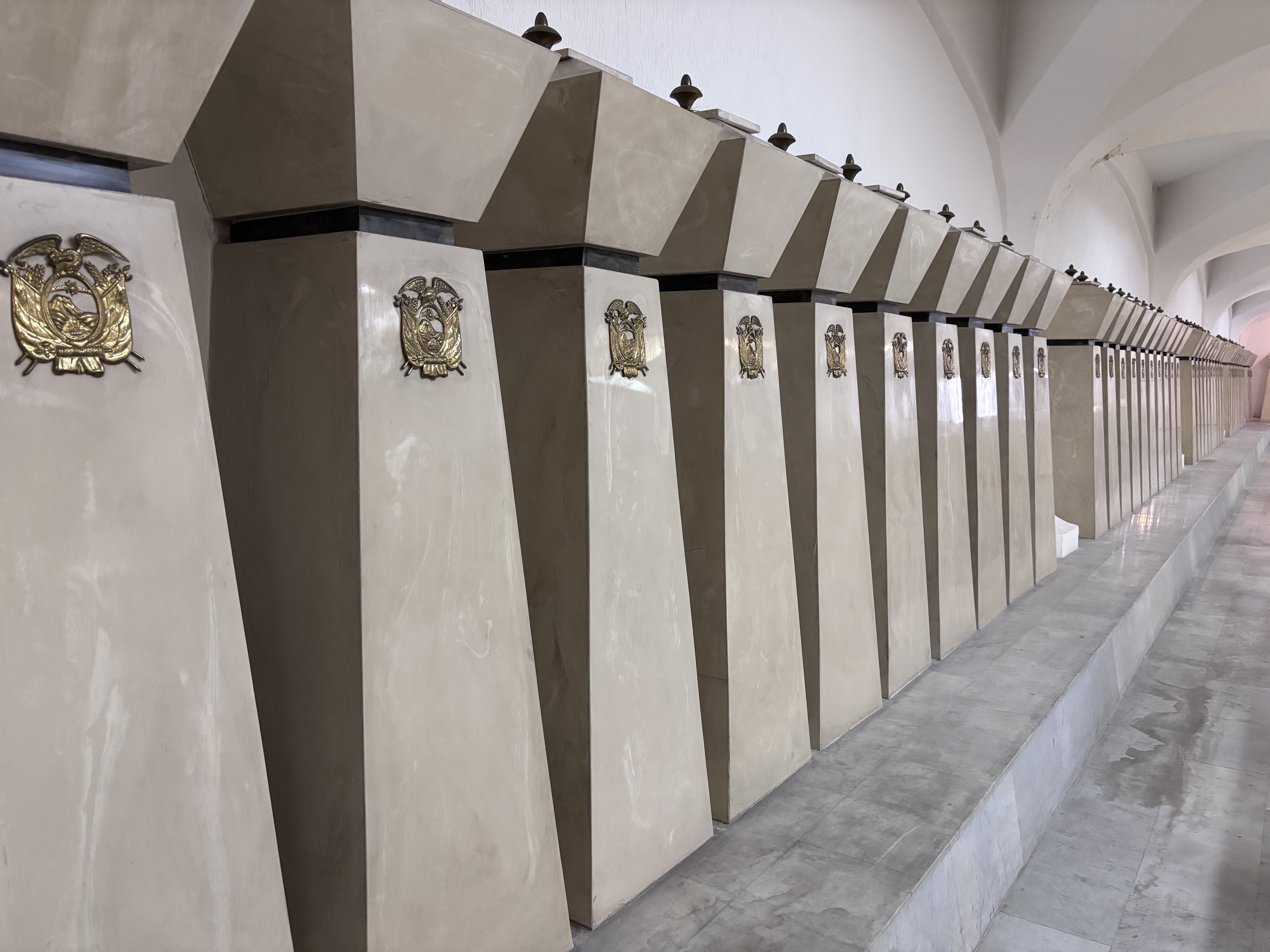
Urnas.

## Convento

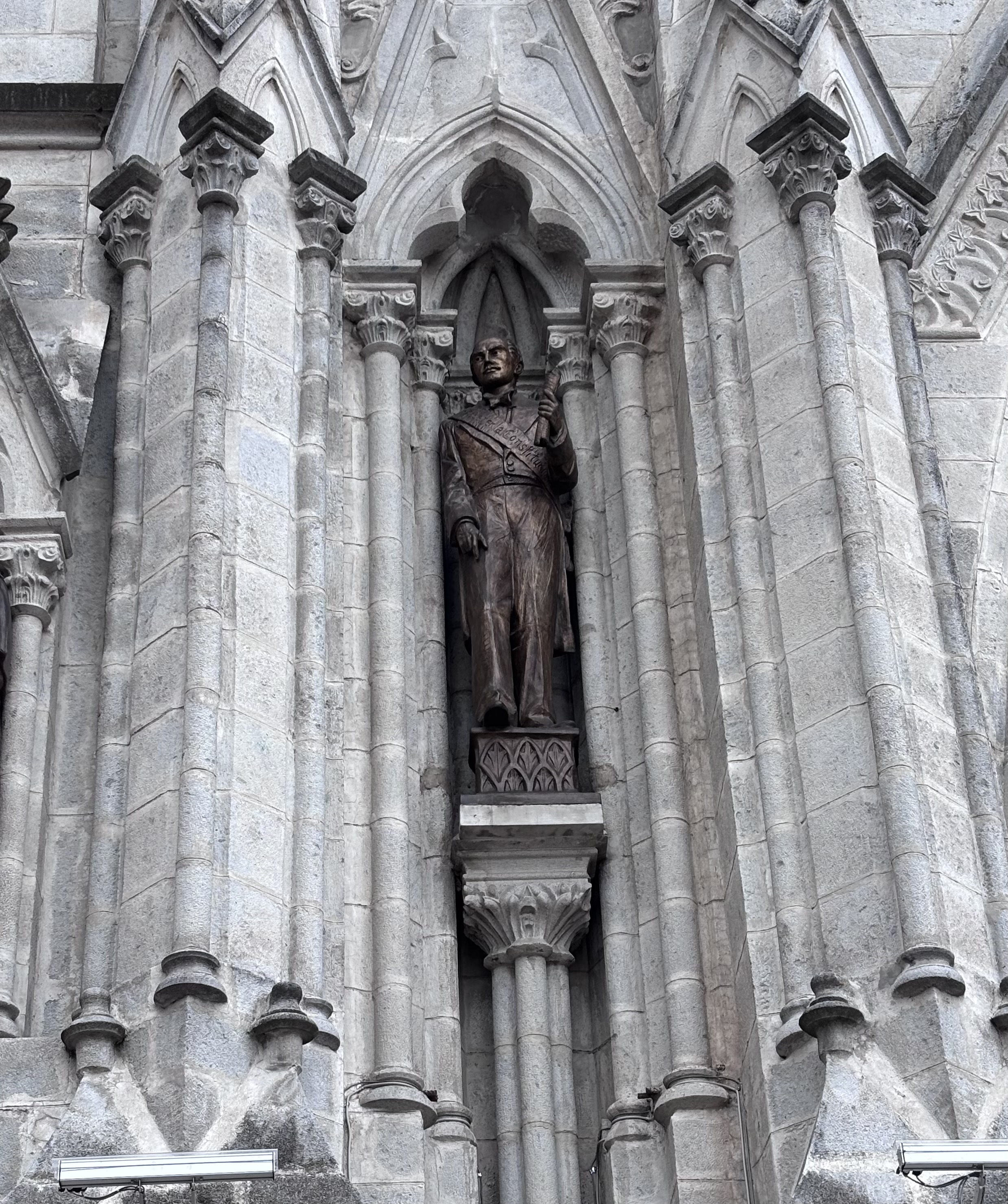
Estatua de Gabriel García Moreno, en la fachada.

Durante la fiesta de consagración de los terrenos en los que se construiría la iglesia, se levantó una cruz dentro del Convento oblato, que representaba el lugar en el que el expresidente Gabriel García Moreno (quien inició la obra) había caído asesinado en el Palacio de Carondelet.
En el altar de la capilla del convento, de acceso privado para los miembros de la orden oblata y algunos recurridos turísticos especiales, se guardan dos urnas de vidrio con los corazones del expresidente Gabriel García Moreno y el arzobispo de Quito José Ignacio de Checa y Barba, ambos consagrados al Corazón de Jesús.
En el convento y la Basílica se guardan más de cuatro mil obras de arte de varias épocas que aún no han sido inventariadas. Las más conocidas son los cuadros de El Sagrado Corazón de Jesús, del pintor Rafael Salas, y los anónimos de Santa Mariana de Jesús, Felipe Neri y San Francisco de Sales, comisionadas por el presidente Gabriel García Moreno para celebrar la consagración del Ecuador al Corazón de Jesús.

## Galería

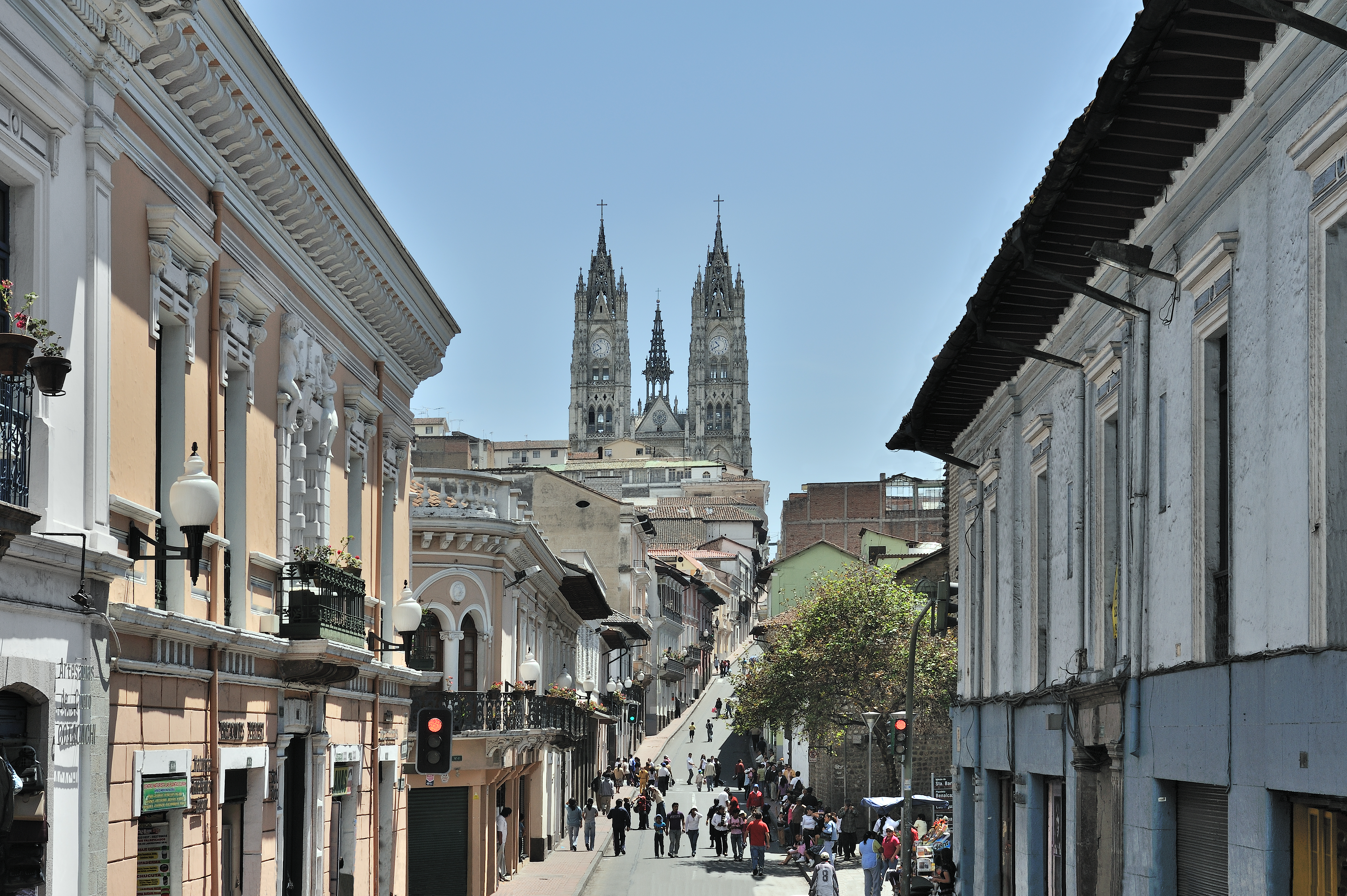
Vista desde la calle Venezuela.
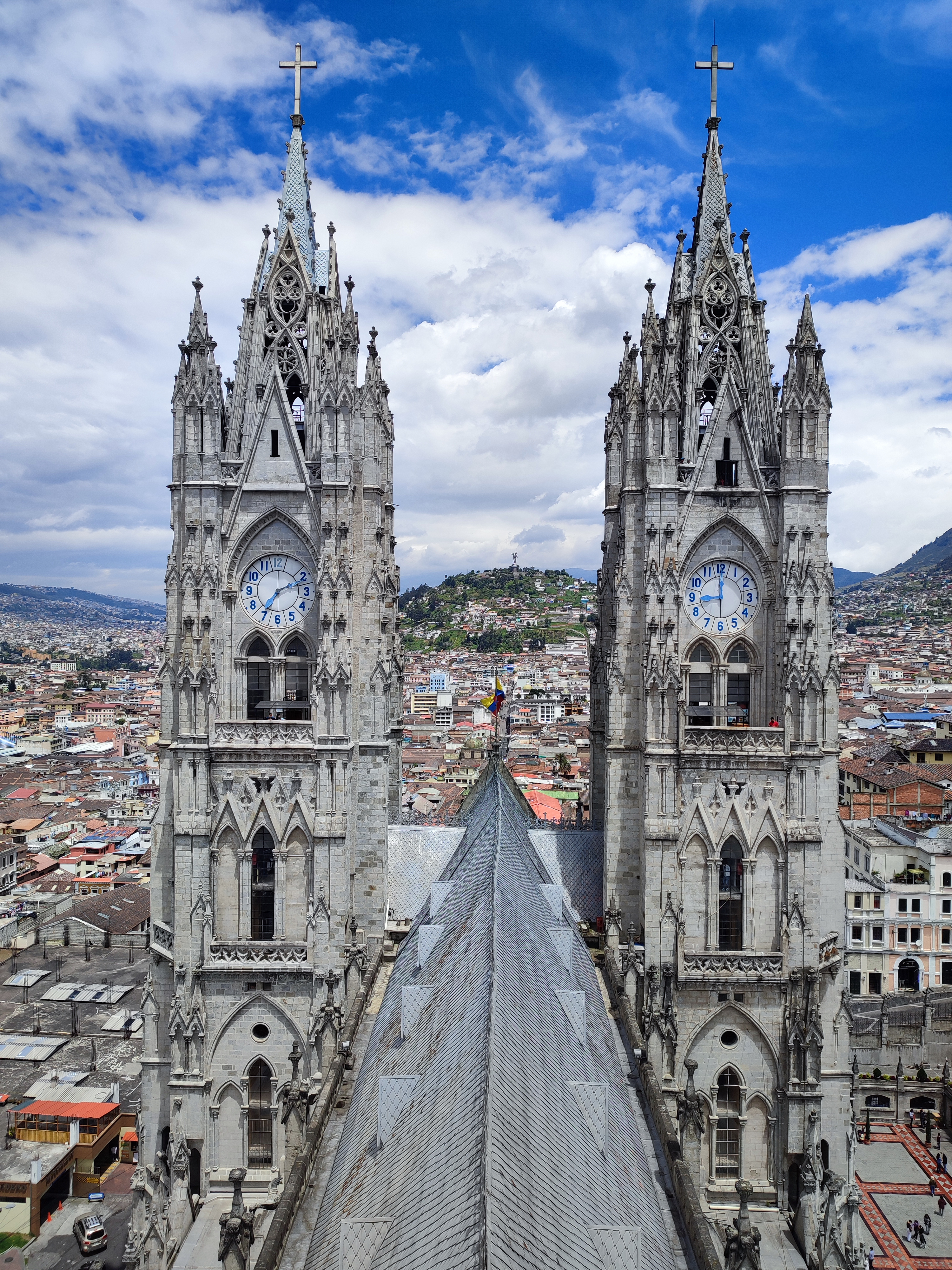
Cara norte de las torres de la Basílica del Voto Nacional.
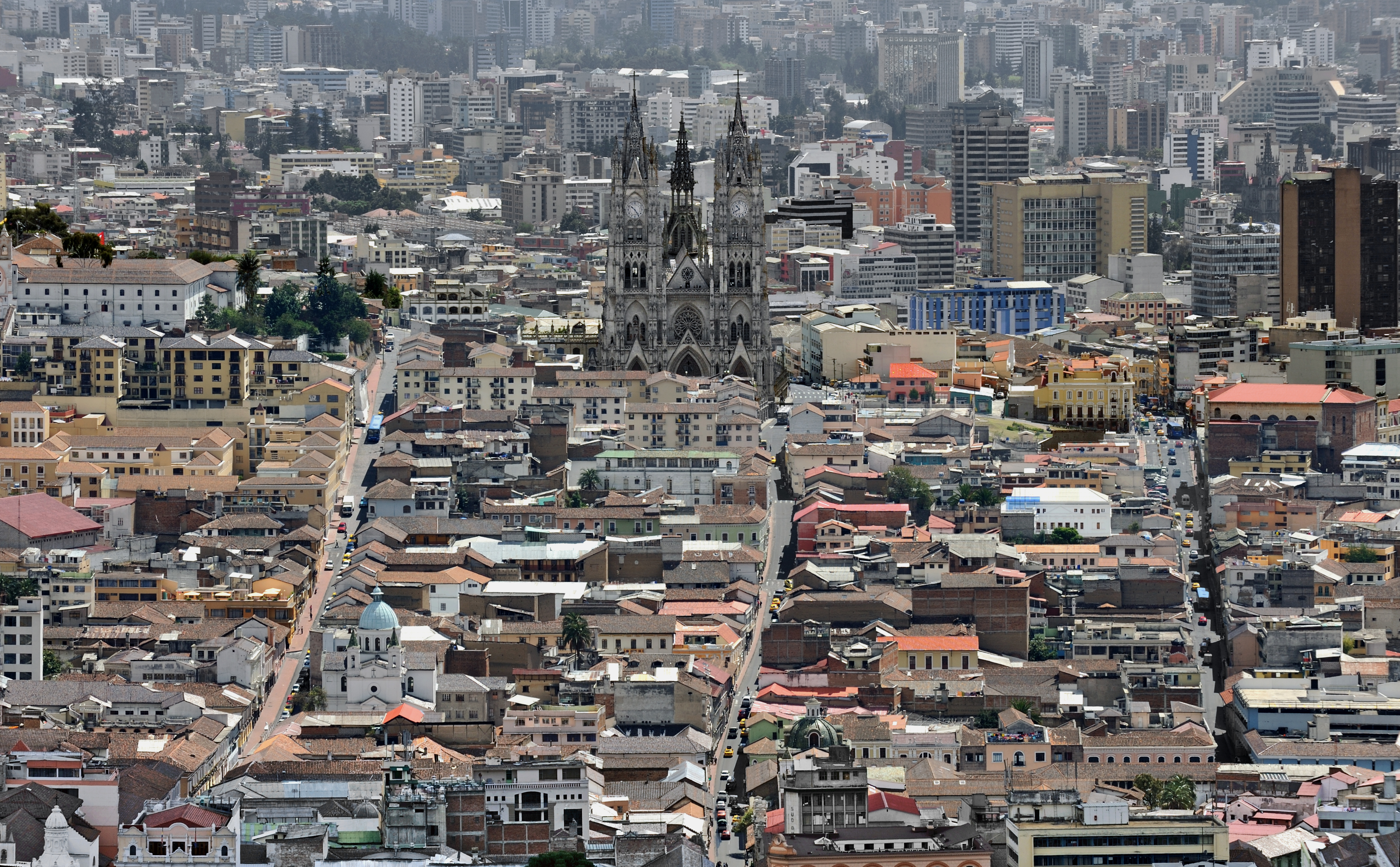
Vista desde El Panecillo.
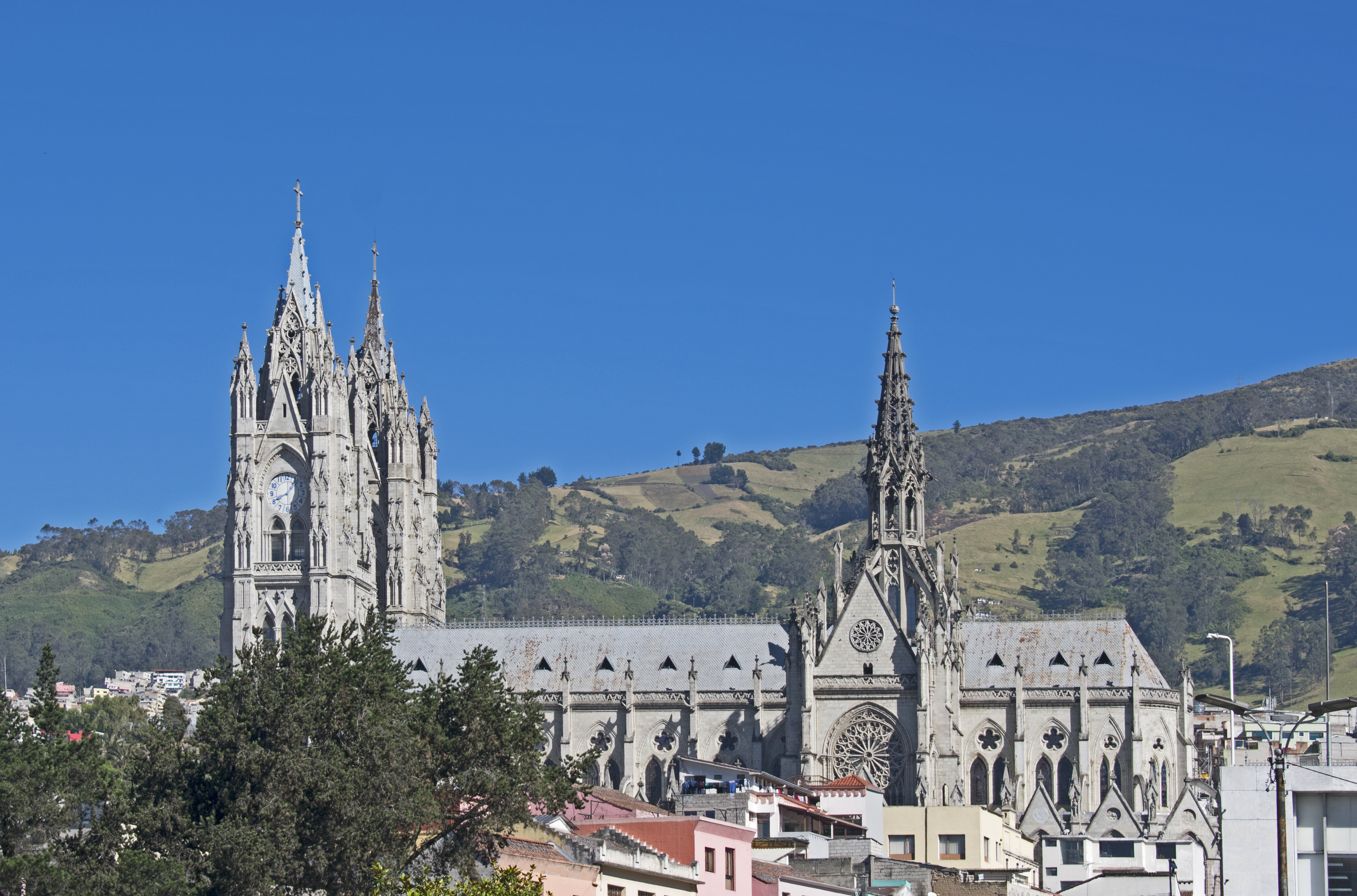
Vista occidental.
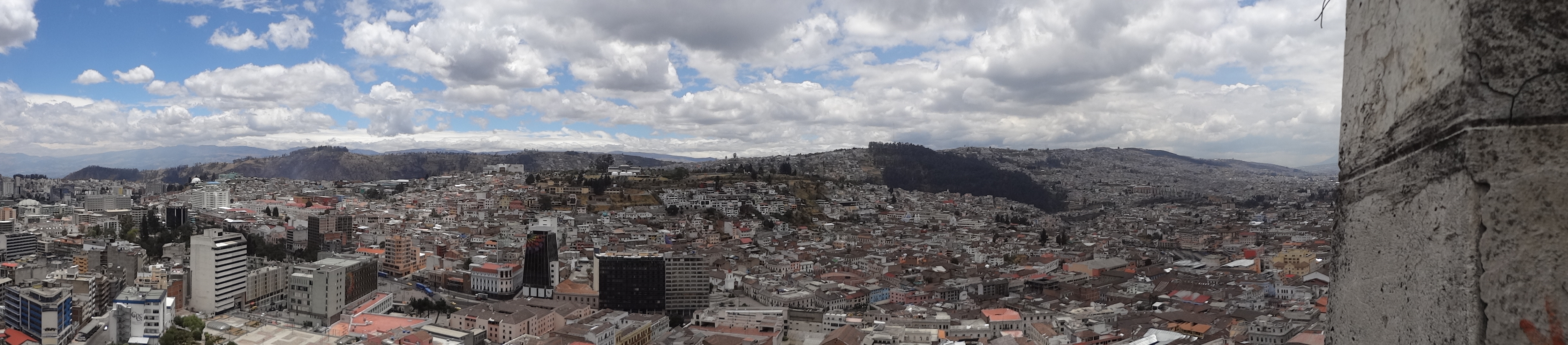
Vista desde la parte superior de la Basílica.
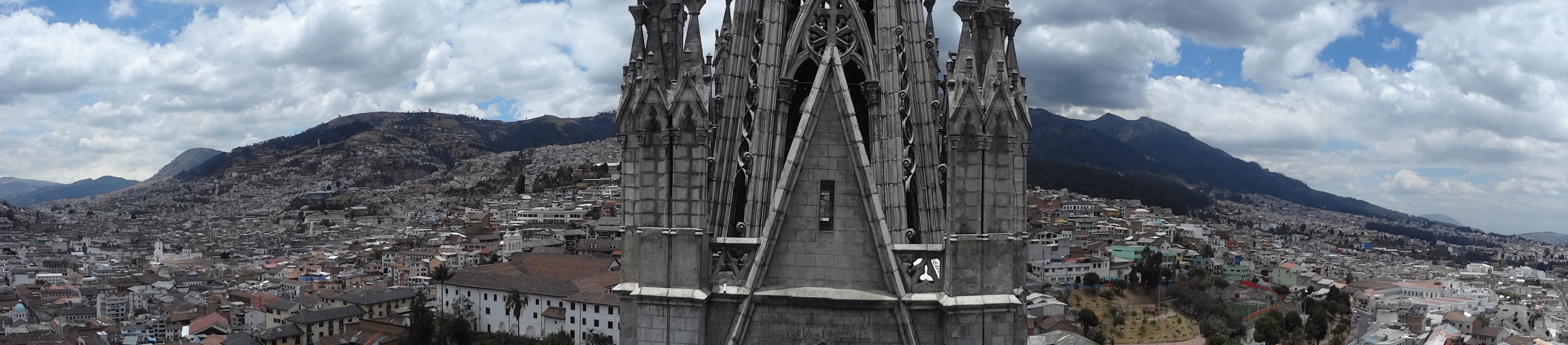
Vista desde la parte superior de la Basílica.
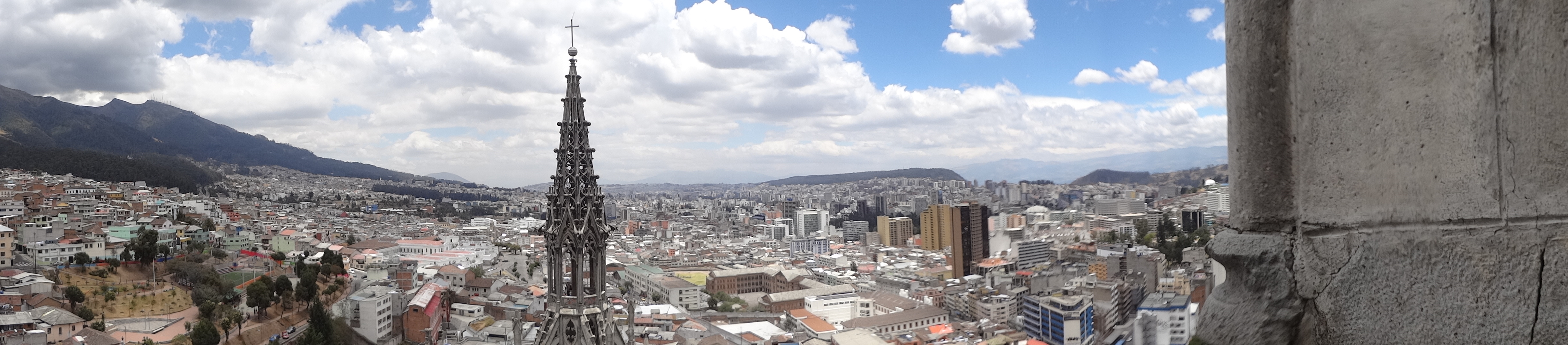
Vista desde la parte superior de la Basílica.